# Лојевски рејон
Лојевски рејон (блр. Лоеўскі раён; рус. Лоевский район) административна је јединица другог нивоа на југоистоку Гомељске области у Републици Белорусији.
Административни центар рејона је варошица Лојев.
У селу Мохав налази се археолошки комплекс из периода Кијевске Русије (X—XI век).

## Географија
Лојевски рејон обухвата територију површине 1.045,53 км² и на 20. је месту по површини у Гомељској области. Граничи се са Гомељским, Брагинским, Хојничким и Речичким рејонима Гомељске области на западу, северу и североистоку те са Черниговском облашћу Украјине на истоку.
Рељефом рејона доминира река Дњепар са својим притокама од којих су најважније Сож који се код Лојева улива у Дњепар и Брагинка. У источном делу рејона налази се вештачко Дњепробрагинско језеро.
Око 40% територије рејона је под шумама, а нешто више од половине територије је под ораницама.

## Историја
Рејон је првобитно основан 8. децембра 1926. и постојао је све до 25. децембра 1962. када је укуинут. Поново је успостављен 30. јула 1966. године.

## Демографија
Према резултатима пописа из 2009. на том подручју стално је било насељено 14.346 становника или у просеку 13,72 ст/км².
Основу популације чине Белоруси (92,92%), Руси (4,39%), Украјинци (1,84%) и остали (0,85%).
Административно рејон је подељен на подручје варошице Лојев, која је уједно и административни центар рејона, и на још 7 сеоских општина. На целој територији рејона постоји укупно 81 насељено место.

## Саобраћај
Преко рејона пролазе друмски правци Речица—Лојев—Брагин и Брагин—Холмеч. Реке Дњепар и Сож су пловне у делу тока преко овог рејона.